# 하르트무트 미헬
하르트무트 미헬(독일어: Hartmut Michel, 1948년 7월 18일 ~ )은 독일의 생화학자이다. 1988년에 광합성 작용의 연구로 식물의 단백질 생성 과정을 규명하여 생물의 성장 구조를 해명한 공로로 요한 다이젠호퍼, 로베르트 후버와 함께 노벨 화학상을 수상했다.